# Còrtex renal
El còrtex renal o escorça renal és la part externa del ronyó entre la càpsula i la medul·la. Conté els corpuscles renals i la túbuls renals a excepció de les parts del nansa de Henle, que baixen a la medul·la renal. També conté els vasos sanguinis i els conductes col·lectors corticals.
L'escorça renal és la part del ronyó on es produeix la ultrafiltració de la sang.